# Hokejaška liga Srbije
Hokejaška liga Srbije är den högsta ishockeydivisionen i Serbien. Den ersatte från säsongen 1991/1992 gamla Jugoslovenska Hokejaška Liga för Serbiens del.

## Mästare
| - 1991/1992 – KHK Crvena zvezda - 1992/1993 – KHK Crvena zvezda - 1993/1994 – HK Partizan - 1994/1995 – HK Partizan - 1995/1996 – KHK Crvena zvezda - 1996/1997 – KHK Crvena zvezda - 1997/1998 – HK Vojvodina - 1998/1999 – HK Vojvodina - 1999/2000 – HK Vojvodina - 2000/2001 – HK Vojvodina - 2001/2002 – HK Vojvodina - 2002/2003 – HK Vojvodina - 2003/2004 – HK Vojvodina |  | - 2004/2005 – KHK Crvena zvezda - 2005/2006 – HK Partizan - 2006/2007 – HK Partizan - 2007/2008 – HK Partizan - 2008/2009 – HK Partizan - 2009/2010 – HK Partizan - 2010/2011 – HK Partizan - 2011/2012 – HK Partizan - 2012/2013 – HK Partizan - 2013/2014 – HK Partizan - 2014/2015 – HK Partizan - 2015/2016 – HK Partizan |  |  |  |  |

## Mesta mästarna
| Klubb             | Vinnare | Segerår                                                                      |
| ----------------- | ------- | ---------------------------------------------------------------------------- |
| HK Partizan       | 13      | 1994, 1995, 2006, 2007, 2008, 2009, 2010, 2011, 2012, 2013, 2014, 2015, 2016 |
| HK Vojvodina      | 7       | 1998, 1999, 2000, 2001, 2002, 2003, 2004                                     |
| KHK Crvena zvezda | 5       | 1992, 1993, 1996, 1997, 2005                                                 |